# Naturschutzgebiet Melbecke und Rübenkamp
Koordinaten: 51° 9′ 23″ N, 8° 2′ 7″ O
Das Naturschutzgebiet (NSG) Melbecke und Rübenkamp befindet sich südlich von Melbecke bzw. nördlich von Elspe, in Lennestadt im Kreis Olpe in Nordrhein-Westfalen. Das 94,9649 ha große Gebiet mit der Schlüssel-Nummer OE-012 liegt östlich der Melbecke, einem Nebenfluss des Elspebaches. Das NSG wurde 1981 von der Bezirksregierung Arnsberg erstmals als NSG ausgewiesen. Mit dem Landschaftsplan Elsper Senke – Lennebergland. Nr. 2 wurde das NSG 2006 erneut ausgewiesen. Das Gebiet wurde wegen seiner Rotbuchenwälder und Kalkmagerrasen ausgewiesen. Das NSG grenzt im Südosten direkt an das Gelände des Elspe Festivals mit seinen Karl-May-Festspielen. Das NSG ist eine von zehn Teilflächen des Fauna-Flora-Habitat-Gebietes Kalkbuchenwälder, Kalkhalbtrockenrasen und -felsen südlich Finnentrop (DE-4813-301). Das NSG reicht bis zur Bebauung von Melbecke und Elspe.

## Lebensräume

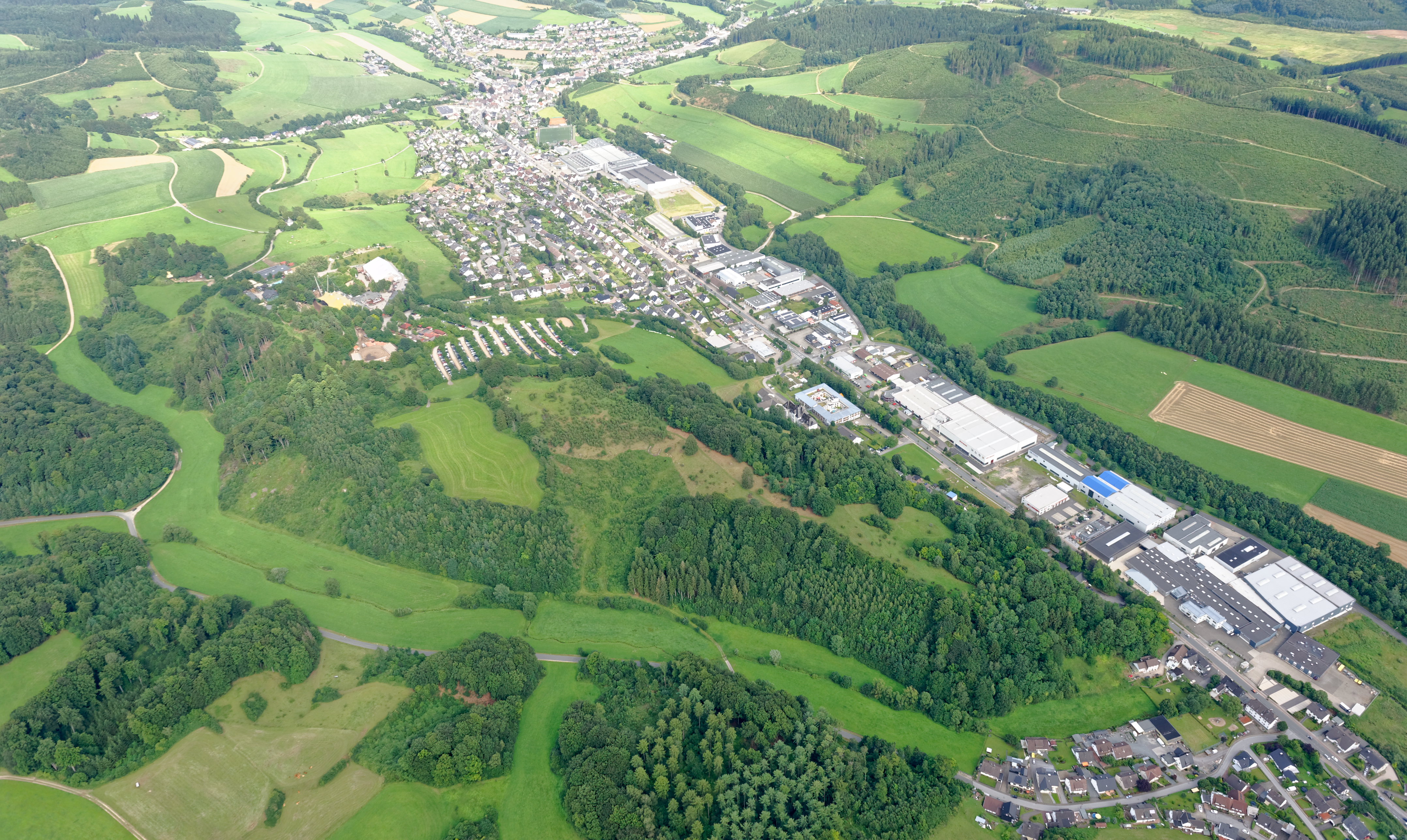
Naturschutzgebiet Melbecketal und Rübenkamp links vom Ort Elspe

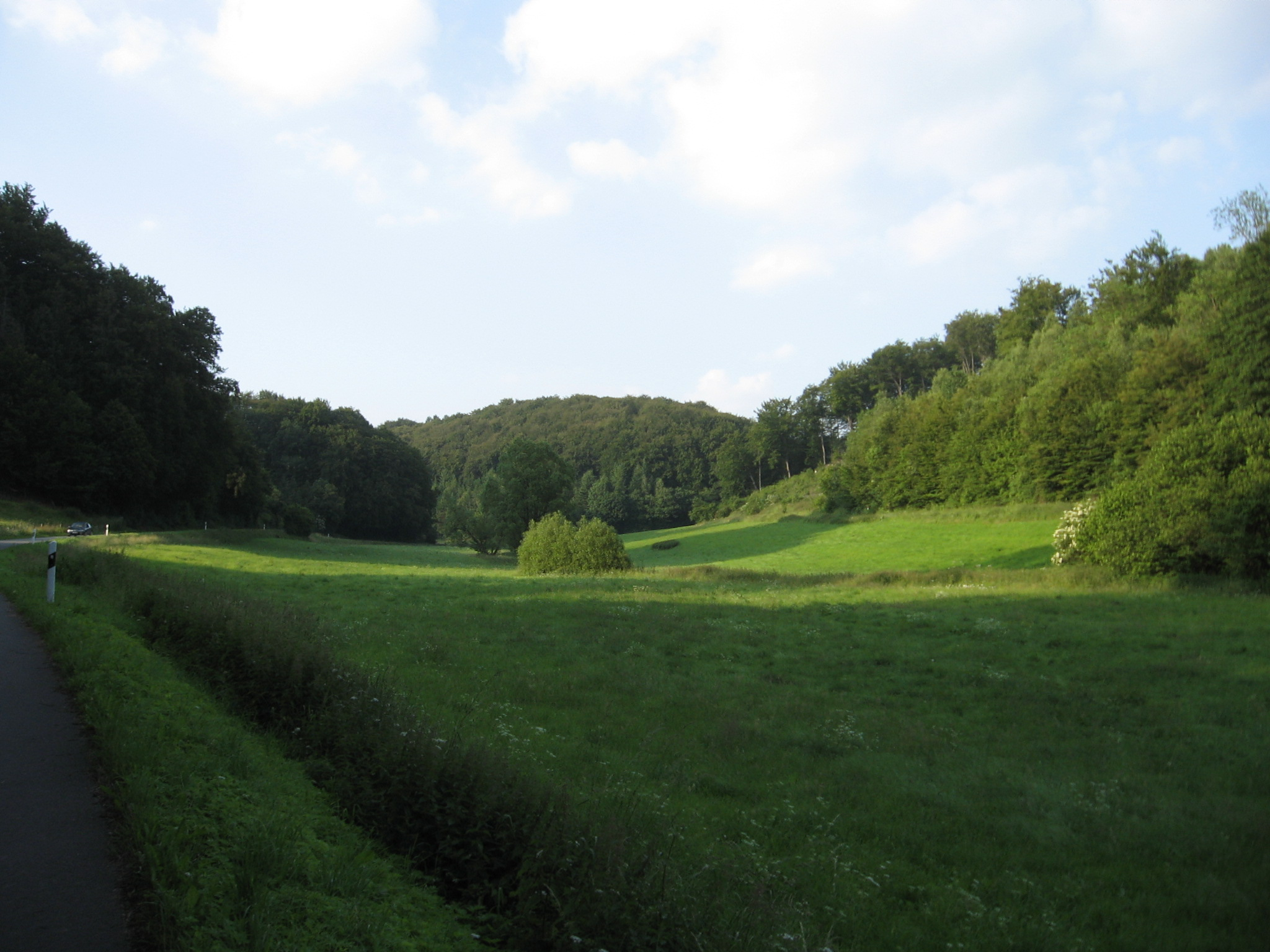
Melbecketal im Bereich des Naturschutzgebietes Melbecke und Rübenkamp

Die Teilfläche Melbecke wird geprägt durch das Bachtal der Melbecke und deren Talhänge. Dabei finden sich am Talgrund intensive Mähwiesen und an den Hängen Laubwälder. In Teilbereichen befinden sich auch Reste von Kalkmagerrasen, welche meist wegen fehlender Beweidung zugewachsen sind. Im trockenen Seitental im Südwesten findet sich beweidetes Magergrünland mit eingestreuten kleinen Felsköpfen sowie ein schmaler Kalkmagerrasen am Waldsaum. Der Bach Melbecke selbst ist naturnah, wobei Ufergehölze weitgehend fehlen. An den meist steilen und felsigen Talhängen wachsen krautreiche Altbuchenwälder verschiedener Buchenwald-Gesellschaften mit eingestreuten Rotfichtenbereichen. Bei den Buchenwald-Gesellschaften handelt es sich um Waldmeister-Buchenwald, meist in Muldenlagen, um Orchideen-Buchenwälder an südexponierten Steilhängen und um Frühlingsplatterbsen-Buchenwald. Im Teilbereichen sind viele Felsen und Blockschuttbereiche.
Im Teilgebiet Rübenkamp finden sich auf der Bergkuppe des Rübenkamp aus Massenkalk ausgedehnte Kalkmagerrasen. Dieser Kalkmagerrasen in ebener bis schwach südexponierter Lage wird durch Fichten- und Ahornwaldstücke und eine Fettweide in mehrere Teilflächen zerteilt. Diese Kalkmagerrasen ist der größte des Attendorn-Elsper Kalkgebietes. In dem Kalkmagerrasen stehen Tausende Wacholder. Ferner kommen im Magerrasen viele seltene und gefährdete Pflanzenarten vor. Am Westhang in Richtung Melbecketal finden sich überwiegend alte Fichtenwälder. Im Bereich von Kalkfelsen finden sich auch Buchenbereiche. Die Buchenbereiche sind als Waldmeister- oder Orchideen-Buchenwald ausgebildet. Am Südosthang des Rübenkamp befinden sich ein Mischwald ein größerem Orchideen-Buchenwald und ein kleiner Hainbuchen-Niederwald mit Pflanzenarten des Orchideen-Buchenwaldes.

## Vogelarten
Im NSG brüten die seltenen Vogelarten Rotmilan, Grauspecht und Neuntöter.

## Verbote und Gebote
Es ist im NSG verboten nicht lebensraumtypische Baumarten zu pflanzen. Im Landschaftsplan wurden auch Gebote zum Schutz des Gebietes bestimmt. In über 120 Jahre alten Laubholzbeständen sind je Hektar zehn starke Bäume, insbesondere Horst- und Höhlenbäume, zu bestimmen, welche nicht gefällt werden. Diese Bäume sollen auch als Totholz bis zur Zerfallsphase im Wald verbleiben. Nadelwaldbestände sind in Laubholzbestände umzuwandeln. Verbuschte Kalkmagerrasen sind von Gehölzen frei zu stellen, wobei das Gehölzschnittgut aus dem Gebiet entfernt werden muss. Kalkmagerrasen sind mit Schafen zu beweiden, wobei keine Koppelhaltung und kein Nachtpferch im NSG stattfinden darf.